# Діловецька світа
Ділове́цька серія — літостратиграфічний підрозділ ймовірно нижньопалеозойських відкладів Мармароського кристалічного масиву.

## Назва
Від назви села Ділове, де знаходиться стратотип.

## Поширення
Північно-західна частина Мармароського кристалічного масиву.

## Літолого-стратиграфічна характеристика
За літологічними ознаками діловецька серія представлена хлорит-слюдяними кристалічними сланцями, серицит-кварцитовими і хлоритовими з мраморизованими вапняками, доломітами і порфіроїдами. Загальна потужність світи коливається в межах 1000-2000 м. Відклади світи залягають з кутовим неузгодженням на відкладах білопотокської серії, перекриваються незгідно верхньопалеозойськими відкладами кузинської серії. За даними різних дослідників, діловецька серія поділяється на дві, три або чотири пачки (підсвіти).